# Arthur Dent
Arthur Dent er navnet på en hovedperson i Douglas Adams' bøger i den humoristiske science fiction-serie Håndbog for vakse galakseblaffere eller Blafferens Galakseguide.
Historien starter da Arthur Philip Dent sammen med Ford Prefect undslipper jorden i netop det øjeblik, hvor den tilintetgøres. Han tilbringer de næste par år ude i rummet, i rumskibet Det gyldne hjerte sammen med Ford Prefect, Zaphod Beeblebrox, den paranoide androide(robot) Marvin, og mange andre, i hans jagt på at finde ud af, hvem han er, og hvad meningen med livet er. Arthur er et meget nede-på-jorden-menneske som ikke bryder sig om store ændringer i tilværelsen, og som mere end noget andet gerne vil have en kop friskbrygget te. I løbet af historien oplever Arthur en endeløs række af ting, fx lærer han at lave sandwich, og at flyve.
Historien om Arthur Dent er udgivet både i radio, fjernsyn og på LP efter bogen. I 2004 blev Blafferens Galakseguide desuden filmatiseret med Martin Freeman i rollen som Arthur Dent.